# Horne (Fluss)
Die Horne (auch Hornebach) ist ein 12,6 km langer, orografisch rechter Nebenfluss der Lippe.

## Name
Im Jahr 1478 (over de horne) wird der Fluss erstmals schriftlich erwähnt. Der Name leitet sich vom altsächsischen Wort Hornun für 'an der Landspitze' ab. Ob der Fluss nach dem Ort Horn benannt wurde oder umgekehrt, lässt sich nicht mehr sicher feststellen.

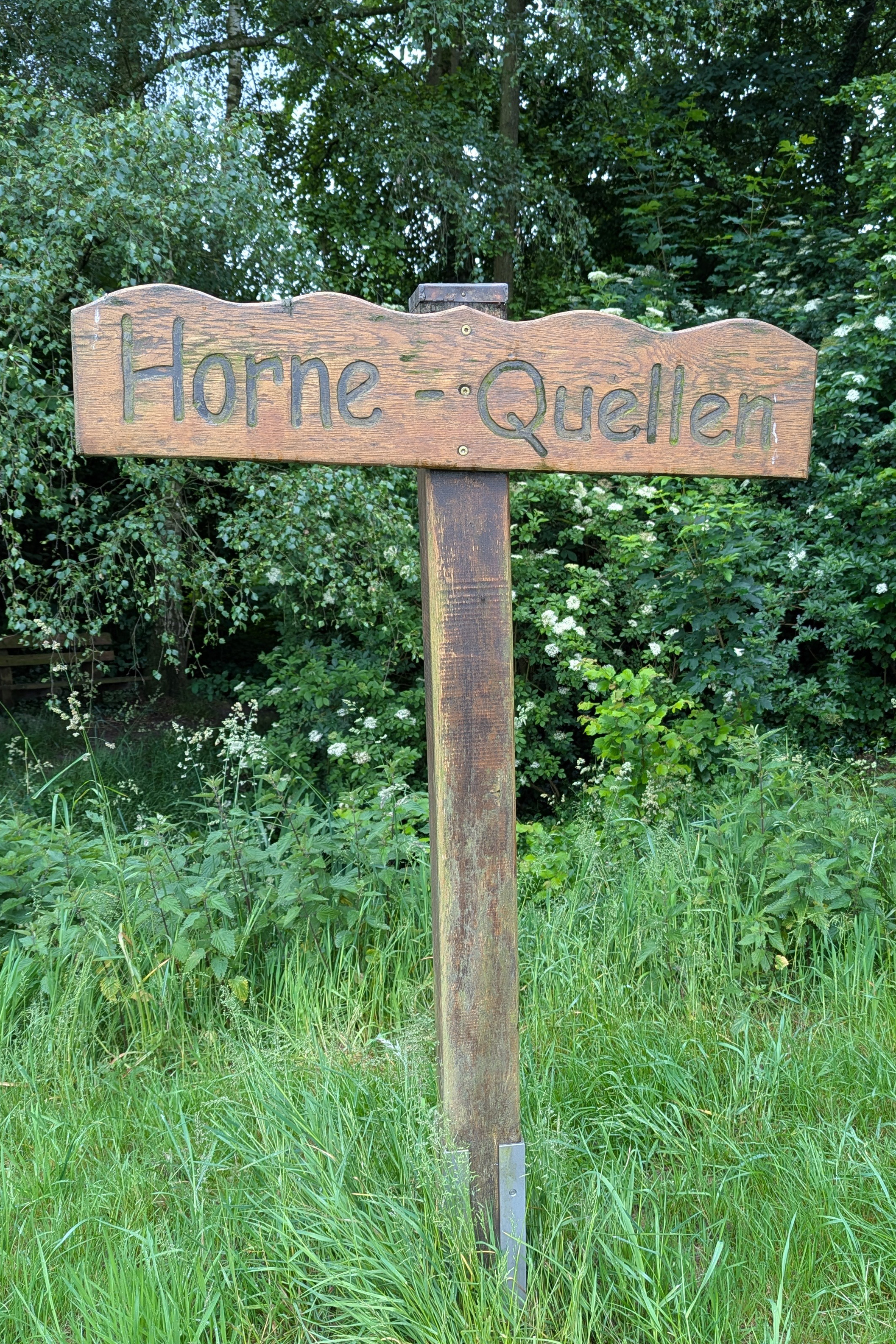

## Geographie

### Verlauf
Die Horne entspringt etwa 600 m südöstlich der Gemeinde Herbern am 111,1 m hohen Mayknapp auf einer Höhe von 103 m ü. NHN. Von ihrer Quelle aus fließt sie zunächst in westliche Richtung. Südwestlich von Herbern wendet die Horne ihren Lauf nach Süden. Nachdem sie Werne durchflossen hat, mündet die Horne auf einer Höhe von 51 m ü. NHN in die Lippe. Auf ihrem 12,6 km langen Weg überwindet die Horne einen Höhenunterschied von 52 m, was einem mittleren Sohlgefälle von 4,1 ‰ entspricht. Das Einzugsgebiet hat eine Größe von 42,432 km².

### Nebenflüsse
Im Folgenden werden die Nebenflüsse der Horne genannt. Die Reihenfolge entspricht der Fließrichtung. Zusätzliche Angaben sind die Länge, die orographische Lage und die Höhenlage der Mündung. Soweit bekannt wird auch die Größe des Einzugsgebiets genannt.
- Wöstbecke – 1,9 km langer, rechter Nebenfluss auf 73 m ü. NHN
- N.N. – 1,8 km langer, rechter Nebenfluss auf 72 m ü. NHN
- Südliche Hagenbusk Rinne – 1,2 km langer, rechter Nebenfluss auf 66 m ü. NHN
- Nordbach – 3,3 km langer, linker Nebenfluss auf 61 m ü. NHN (Einzugsgebiet: 16,309 km²)
- Holthauser Dillbecke – 2,4 km langer, rechter Nebenfluss auf 60 m ü. NHN
- Hustebecke – 2,5 km langer, linker Nebenfluss auf 58 m ü. NHN
- Piepenbach – 2,7 km langer, rechter Nebenfluss auf 57 m ü. NHN

## Umwelt
In ihrem Quellgebiet überwiegt die landwirtschaftliche Nutzung des Gewässers; im Siedlungsgebiet der Stadt Werne übernimmt die Horne darüber hinaus auch noch weitere Aufgaben, beispielsweise die der Stadtentwässerung. Ferner speist die Horne nun, nach aufwändigen Renaturierungs- und Umbauarbeiten, den Stadtsee der Stadt. Von diesem, ehemals durch Aufstauung der Horne entstanden, ist die Horne nun mit einer Deichanlage abgetrennt worden.